# Libellago naias
Libellago naias är en trollsländeart som beskrevs av Maurits Anne Lieftinck 1932. Libellago naias ingår i släktet Libellago och familjen Chlorocyphidae. Inga underarter finns listade i Catalogue of Life.